# Acacia anasilla
Acacia anasilla é uma espécie de leguminosa do gênero Acacia, pertencente à família Fabaceae.